# Ja, Zoo
《Ja, Zoo》는 일본의 기타리스트이자 싱어송라이터인 히데의 세 번째 정규 앨범이다. 2008년 12월 3일에 재발매되었다.

## 앨범
1997년 12월 31일 히데가 몸 담고 있던 밴드 엑스 재팬이 마지막 공연을 끝으로 해산되고, 바로 다음날인 1998년 1월 1일에 그는 실망하고 있을 팬들을 위해 '히데 위드 스프레드 비버(hide with Spread Beaver)'라는 솔로 프로젝트 팀 결성과 새 싱글 소식을 아사히 신문에 전면광고로 게재했다. 그리고 1월 28일 이 앨범의 첫 싱글 〈ROCKER DIVE〉를 발매했다. 그러나 한창 앨범 작업 중이던 5월 2일에 히데가 사망하면서 스프레드 비버 멤버들이 앨범 작업을 마무리 지어 11월에 앨범을 발매했다. 히데 사망 후에 발매된 싱글이 히트를 치면서, 그의 활동 중 최대 판매를 기록했고, 덧붙여 오리콘에서도 엑스 재팬에 있던 시절을 포함해 최대 매출을 기록했다.
수록된 10곡의 총 재생시간인 58분 28초는 헤이세이 10년 5월 2일을 나타내는데, 이것은 I.N.A의 ‘헤이세이 10년(1998년) 5월 2일(히데 사망일)을 잊지 말라달라’는 염원을 담고 있다. 〈PINK CLOUD ASSEMBLY〉유난히 긴 것은 그 때문이다.
구상 단계에서는 13곡이 수록될 예정이었다. 그 중 하나인 〈코갸루(コギャル)〉는 녹음은 못하였고, 〈FISH SCRATCH FEVER〉의 마지막 부분에 조금만 들어가 있다. 후에 이 곡을 베이시스트 치로린이 보컬을 맡아 부른 라이브는 《1998 Tribal Ja Zoo DVD》에 수록되어 있다. 〈FISH SCRATCH FEVER〉는 나중에 추가되었고, 〈ZOMBIE'S ROCK〉은 제목만 알려져있다.

### 표제
제목은 ‘일본인(Japanese)’과 수록곡의 가제에 동물 이름이 많았기 때문에 ‘동물원(Zoo)’ 두 개의 단어를 합성했다. 자켓 디자인이나 제목을 ‘야,주’로 읽게 한 것은 《걸리버 여행기》의 야후(yahoo, 인간과 비슷한 교활한 동물)에서 유래한 부분도 있다고 한다.

## 싱글 발매
- ROCKET DIVE: 1998년 1월 28일
- PINK SPIDER(ピンク スパイダー): 1998년 5월 13일
- ever free: 1998년 5월 27일
- HURRY GO ROUND: 1998년 10월 21일

## 수록곡
전체 작사·작곡: 히데
| #            | 제목                                   | 재생 시간 |
| ------------ | -------------------------------------- | --------- |
| 1.           | 〈Spread Beaver〉                      | 3:24      |
| 2.           | 〈ROCKET DIVE〉                        | 3:40      |
| 3.           | 〈LEATHER FACE〉                       | 4:05      |
| 4.           | 〈PINK SPIDER〉                        | 3:42      |
| 5.           | 〈DOUBT'97〉 (MIXED LEMONed JELLY MIX) | 3:49      |
| 6.           | 〈FISH SCRATCH FEVER〉                 | 3:46      |
| 7.           | 〈ever free〉                          | 3:39      |
| 8.           | 〈BREEDING〉                           | 4:59      |
| 9.           | 〈HURRY GO ROUND〉                     | 5:31      |
| 10.          | 〈PINK CLOUD ASSEMBLY〉                | 21:43     |
| 총 재생 시간 | 총 재생 시간                           | 58:28     |

- 〈LEATHER FACE〉는 히데의 다른 밴드 Zilch의 《3.2.1.》앨범 수록곡 〈INSIDE THE PERVERT MOUND〉를 커버했다.
- 〈PINK CLOUD ASSEMBLY〉는 히데가 생전에 인터뷰에서 ‘〈핑크 스파이더〉의 연속이 되는 곡’이라 밝혔다. 나레이션은 히데의 친동생이자 매니저인 마츠모토 히로시가 맡았다.

## 참여
이 목록은 해당 앨범의 부클릿에서 발췌하였다.
| hide with Spread Beaver - 히데(hide) - 프로듀서, 보컬, 작사/작곡/편곡, 기타(1~8, 10), 베이스 기타(1, 2, 4, 6~8, 10) - 이나다 카즈히코(I.N.A.) - 추가 편곡(1, 6, 9, 10), 코러스(6), 공동 프로듀서, 녹음(1~10), 믹싱(5), 프로그래밍 - 키요시(KIYOSHI) - 리드 기타(1, 9) - 카즈(KAZ) - 리듬 기타(1, 6), 코러스(6) - 다이(D.I.E) - B-3(1), 코러스(6), 피아노(10) - 조(JOE) - 드럼 루프(1), 드럼(2, 3, 6~10), 코러스(6) - 치로린(CHIROLYN) - 베이스 기타(3, 9), 코러스(6) 기타 참여 인물 - Eiki "yana" Yanagita(Zeppet Store) - 드럼(4) - 히데 후지코 - 여성 목소리(4) - 파타 - 기타(6), 어쿠스틱 기타(9) - 테츠(D'ERLANGER) - 코러스(6) - Marron-B - 탬버린(7) - Eric Westfall - 피아노(8) - Gotchin - 어쿠스틱 기타(9) - Neko Saito Group - 현악/현악 편곡(9) - 마츠모토 히로시 - 나레이션(10) | 스탭 - Bill Kennedy(Ocean Way/Record plant) - 믹싱(1, 2, 4) - Doug Trantow(Scream) - 믹싱 보조(4) - Eric Westfall(Sunset Sound) - 녹음(1~4, 6~10), 믹싱(2, 6~10) - 네모토 히로시(Hitokuchizaka-Studio) - 녹음 보조(1, 4, 6, 7, 9, 10), 믹싱 보조(6, 10) - 바바 리츠코(Victor Studio) - 믹싱 보조(2) - Kevin Dean(Sunset Sound) - 녹음 보조(3, 4, 7, 8) - S. Husky Hoskulds(Sunset Sound Factory) - 믹싱 보조(7) - Lior Goldenberg(Record plant) - 믹싱 보조(8) - 코나가야 마사미(Hitokuchizaka-Studio) - 녹음 보조(9) - 코니시 야스시(Studio Somewhere) - 녹음(2) - 마츠모토 다이에이(Hitokuchizaka-Studio) - 녹음(4, 7, 10) - Rich Breen - 믹싱(9) - Akihiro "taste master" GOTO the III(Universal Victor) - 디렉터 - hitoshi "jamie" Anetai(Universal Victor) - a&r - 마츠모토 히로시/쿠도 요시유키(Headway Organization) - 매니지먼트 - Tom Baker(Future Disc Systems) - 마스터링 - 토모(Borderless Connection), 다나카 유키에(H&P) - L.A 코디네이터 - Brett Allen(R&B Instrumental Services, 쿠마가이 타쿠야, 사이토 토루(All in ONE), 효코 타카유키(Fernandes), 고토 아키히로 - 기타, 베이스 테크니션 - 오니시 요지로(Headway Organization), 우사미 준(Universal Victor), 사토 아키히로(Universal Victor) - 슈퍼바이저 - Headway Organization, LEMONed - 매니지먼트 - 야마모토 히로코, 오타 마사요, 소네 토시히사, 코노 미야, 세키 타카시, 이와사와 야스코, 마스다 리코, 시오다 노리코, 스토 카오루 - 마시모 유키타카/미토 코이치로(Headway Organization), 이와타 히로유키/이마무라 하지메(Universal Victor) - 이그제큐티브 프로듀서 - 신도 미츠오 - 자켓 아트 디렉터 - 오히시 유코 - 디자인 - 노무라 히로시 - 사진 - 미유키(Satoru) - 앨범 커버 모델 |